# Língua sunwar
Sunwar, Sunuwar, ou Kõinch (Predefinição:कोँइच; {{ISO kõich); ainda Koinch e Koincha), é uma língua Kira]] falada no Nepal e na Índia pelo povo de mesmo novo. Foi atestado de forma abrangente pelo Projeto de Línguas do Himalaia. É também conhecido como Kõits Lo (कोँइच लो}}; ISO  kõica lo), Kiranti-Kõits (Predefinição:किराँती-कोँइच; ISO kirā̃tī-kõich), Mukhiya ( मुखिया}}; ISO mukhiyā}}).

## Geografia
Sunwar é falado nas seguintes localidades do Nepal ( Ethnologue ).
- Colinas orientais dos Distritos de Dolakha e Ramechhap, Bagmati Pradesh
- Noroeste Distrito de Okhaldhunga, Província No. 1

## Características
Em tipologia linguística, uma língua sujeito + objeto + verbo (SOV) é aquele em que o Sujeito, o Objeto e o Verbo geralmente aparecem nessa ordem. Se o português fosse SOV, "João laranjas come" seria uma frase comum, ao contrário do verdadeiro português padrão "João comeu laranjas". (

| Língua    | S  | O      | V     |
| --------- | -- | ------ | ----- |
| Sunwar    | Go | Khamay | Jainu |
| Português | Eu | Arroz  | Comer |

A língua de sinais dos Sunwar se chama "Khangsa" com voz e ação direta para estrangeiros que não entendam a língua.

## Geografia
O idioma Sunwar é falado nas aldeias dos Distritos de Dolakha , Ramechhap e Khaldhunga, cerca de 120 quilômetros a leste de Kathmandu. 

## Escrita
Embora Sunwar seja mais comumente escrito com a escrita Devanagari, um sistema de escrita nativo, o Jenticha, também usado desde 1940. Inventado por Krishna Bahadur Jenticha em 1942, escrito por Jenticha (também conhecido como  jẽtica brese  ou  kõica brese ) era inicialmente um alfabeto puro, mas desde então desenvolveu características de Abugida. Foi usado em jornais, antologias de poesia, trabalhos acadêmicos e traduções para a língua Sunwar nos procedimentos da Assembleia Legislativa de Siquim.

### Vogais
| अ | a | आ | ā  | इ | i | ई | ī  | उ | u   | ऊ | ū   |
| ए | e | ऎ | ai | ओ | o | औ | au | ऑ | ang | ऒ | aha |

### Consoantes
| क | ka  | ख | kha | ग | ga  | घ | gha | ङ | ṅga | च | cha | छ  | chha | ज | ja  | झ | jha |
| ञ | ña  | ट | ṭa  | ठ | ṭha | ड | ḍa  | ढ | ḍha | ण | ṇa  | त  | ta   | थ | tha | द | da  |
| ध | dha | न | na  | प | pa  | फ | pha | ब | ba  | भ | bha | म  | ma   | य | ya  | र | ra  |
| ल | la  | व | wa  | श | śha | ष | ṣra | स | sa  | ह | ha  | व्ह | hha  |   |     |   |     |

## Vocabulário
Seu+wa+la (Sewala) 
| Sunwar    | English                              |
| --------- | ------------------------------------ |
| Namsewal  | Olá / Adeus                          |
| Sew       | (Respeito, Saudação / Eu atinjo você |
| Maahr     | O que                                |
| Dohpachaa | Como                                 |
| Dohshow   | Quanto                               |
| Dohmoh    | Quão grande                          |
| Go        | Eu                                   |
| Gopuki    | nós somos                            |
| Ge        | você (informal)                      |
| Gepukhi   | você é (informal)                    |
| Goi       | nós (formal)                         |
| GoiPuki   | we are (formal)                      |
| Rimso     | Bom                                  |
| MaDarshow | Feio                                 |

## Numerais
| 1 | ichi/kaa  | 2 | ni/nishi | 3 | sa/saam | 4 | le  | 5  | nga |
| 6 | ruku/roku | 7 | chani    | 8 | sasi    | 9 | van | 10 | gau |

## Amostra de texto
(Mateus 1:1-3)
१.अब्राहाम आ तौ, पिप दाऊद आ तौ, येसु ख्रीस्‍त आ किकी पिपी आन नें एको बाक्‍नीम।
२.येसु ख्रीस्‍त आ किकी पिपी सु सु बाक्‍मा बाक्‍त देंशा हना, ङोइतीं अब्राहाम बाक्‍माक्‍त। अब्राहाममी इसहाक थिमाक्‍त। इसहाकमी याकूब थिमाक्‍त याकूबमी यहूदा नु आ वोबु थीमी बाक्‍त।
३.यहूदामी तामार रे पेरेस नु जेरह तौ निक्‍शी थिम्‍सी बाक्‍त। पेरेसमी हेस्रोन थिमाक्‍त। हेस्रोनमी अराम थिमाक्‍त।
Transliteração
abrāhām ā tau, pip dāud ā tau, yesu khrīst ā kikī pipī ān nēṅ eko bāknīm.
yesu khrīst ā kikī pipī su su bākmā bākt deṅshā hanā, ngoitīṅ abrāhām bākmākt. abrāhāmmī isahāk thīmākt. isahākmī yākūb thimākt. yakūbmī yahūdā nu ā wobu thīmī bākt.
yahūdāmī tāmār re peres nu jerah tau nikshī thimsī bākt. peresmī hesron thimākt. hesronmī arām thimākt.
Português
TO livro da geração de Jesus Cristo, filho de Davi, filho de Abraão.
Abraão gerou Isaac; e Isaac gerou Jacó; e Jacó gerou Judas e seus irmãos;
E Judas gerou a Phares e Zara de Tamar; e Phares gerou Esrom; e Esrom gerou Aram;

## Lu
- Sunwar language website
- Sunwar em Omniglot.com
- Sunwar em Ethnologue